# Чёрная Падина
это статья о селе в Саратовской области, о селе в Западно-Казахстанской см. Чёрная Впадина
Чёрная Падина — село в Ершовском районе Саратовской области России. Входит в состав сельского поселения «Перекопновское муниципальное образование». 

## География
Располагается на реке Малый Узень в 46 км юго-западнее Ершова.

## История
Село было создано сосланными в Заволжье крестьянами-литовцами Ушпольской волости Вилькомирского уезда — участниками Польского восстания 1863 года. Первые жители начали своё проживание с землянок. По данным 1872 года, в селе проживало 52 семьи, Часть людей перебрались из села и основали деревню Литовку, которая сейчас не существует.
К 1910 году в Чёрной Падине проживало 89 дворов литовцев. В 1922 году многие литовцы переехали обратно в Литву, часть вернулась в 1945 году. В 1929 году в созданном колхозе «Красный Октябрь» работали 145 семей литовцев. Проводимое в 1930-х годах раскулачивание привело к ссылке в лагеря многих жителей села.
В июне 2013 года в Чёрной Падине отпраздновали 150-летний юбилей села.

## Известные уроженцы
- Юозас Казицкас — миллиардер, один из самых богатых людей в Литве, филантроп.

## Инфраструктура
Личное подсобное хозяйство с зоной сельскохозяйственного использования, индивидуальная застройка усадебного типа.
Село газифицировано.
Черно-Падинский ФАП. Основная общеобразовательная школа

## Транспорт
Автобусное сообщение с райцентром. Остановка общественного транспорта «Чёрная Падина». 